# Бой у Мариацелля
Бой у Мариацелля (нем. Schlacht bei Mariazell) — один из боёв во время Войны третьей коалиции.
После капитуляции австрийских войск в Ульме, французская Великая армия двинулась на Вену, и французские и баварские войска последовали за отступающими австрийскими соединениями. Корпус Даву форсировал реку Изар во Фрайзинге и направился на столицу Австрии через Мюльдорф, Бургхаузен и Лилиенфельд.
Тем временем корпус генерала Максимилиана де Мервельдта, избежавший разгрома австрийской армией под Ульмом, стремился соединиться с русской армией Кутузова.  Он попытался достичь Вены, но наткнулся на авангард корпуса Даву у деревни Мариацелль. Артиллерия корпуса Даву осталась позади, но авангард, составленный из бригады Эдле дивизии Луи Фраина 8 ноября вступил в сражение. Основная часть австрийских войск закрепилась в деревне, но была подавлена двумя флангами французов и была обращена в бегство. В руках французов осталось 4 тысяч пленных.
Затем французы повернули к Вене через Лилиенфельд, а сильно ослабленные австрийцы двинулись к Винер-Нойштадту, чтобы прикрыть южный фланг у Вены.